# Basingstoke (jeu vidéo)
Basingstoke est un jeu vidéo roguelike furtif de survival horror développé et publié par Puppy Games (en). Il est sorti sur Microsoft Windows, Linux et macOS le 27 avril 2018,.

## Système de jeu
Le joueur doit échapper à une invasion d'extraterrestres à pied, en utilisant son « intelligence et ruse ». Le joueur peut utiliser des gadgets improvisés. L'objectif ultime est de s'échapper de la ville de Basingstoke et de s'en éloigner « aussi loin que possible ». Cependant, le joueur n'a pas de barre de santé et le joueur meurt s'il est touché par un extraterrestre.

## Trame
On ne sait pas si le jeu se déroule dans le même univers que Revenge of the Titans, mais le nom du jeu était basé sur la ville initiale où les extraterrestres ont envahi ce jeu, où il a été inclus "comme une farce".

## Développement
Le directeur de Puppy Games, Caspian Prince, a vécu à Basingstoke (Angleterre) pendant un an en 2008, ce qui a conduit à l'idée d'utiliser le nom dans les jeux qu'il a créés. Le jeu comprend des emplacements réels de la ville actuelle de Basingstoke[Passage à actualiser].
Le jeu utilise le moteur de jeu Unity. et devait initialement sortir en 2015. Cependant, la portée du jeu a changé au cours du développement, entraînant un retard important de 3 ans et un allongement du jeu lui-même.

## Accueil
En 2017, Julian Benson de Kotaku UK a qualifié une version de démonstration de «merveilleuse idée qui semble parfaitement exécutée».